# Doktor Strangelove, czyli jak przestałem się martwić i pokochałem bombę

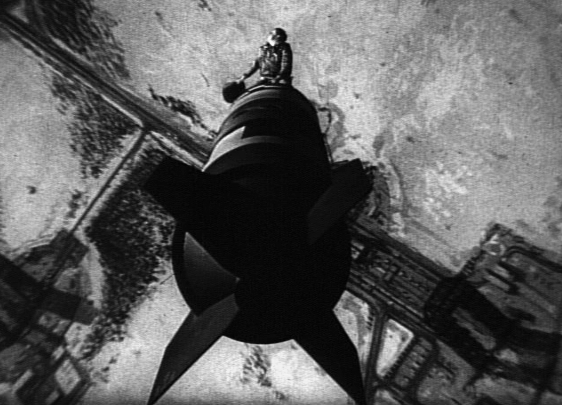
Major Kong spada wraz z bombą

Doktor Strangelove, czyli jak przestałem się martwić i pokochałem bombę (ang. Dr. Strangelove or: How I Learned to Stop Worrying and Love the Bomb) – amerykańsko-brytyjski polityczny film komediowy 1964 w reżyserii Stanleya Kubricka, luźno oparty na powieści Two Hours to Doom Petera George’a. W filmie trzy spośród głównych ról, w tym rolę tytułowego szalonego naukowca doktora Strangelove, zagrał Peter Sellers.
Film ten stanowił dotkliwą satyrę na konflikty zimnej wojny, a w szczególności irracjonalność wojskowej doktryny wzajemnej anihilacji, na której opierał się ówczesny nuklearny wyścig zbrojeń. Doktor Strangelove rozpoczyna się od wydarzeń w fikcyjnej bazie Sił Powietrznych Stanów Zjednoczonych, gdzie obłąkany generał Jack D. Ripper wydaje swoim pilotom rozkaz niesprowokowanego ataku jądrowego na ZSRR, wykorzystując do tego ściśle tajny plan ataku R, przewidziany na wypadek udanego zamachu Rosjan na najwyższe struktury władzy w USA.
W 1989 roku film został jednym z pierwszych 25 filmów wprowadzonych do Narodowego Rejestru Filmowego Stanów Zjednoczonych jako „znaczących kulturowo, historycznie bądź estetycznie”.

## Fabuła
Znaczna część filmu rozgrywa się na przemian w bazie Burpelson AFB, gdzie brytyjski kapitan grupy Lionel Mandrake nieskutecznie próbuje powstrzymać amerykańskiego generała sił lotniczych Rippera, oraz w sali narad wojennych w Pentagonie, gdzie prezydent Stanów Zjednoczonych Merkin Muffley próbuje na drodze dyplomatycznej zapobiec wybuchowi III wojny światowej. Do niespodziewanego zwrotu akcji dochodzi gdy okazuje się, że Związek Socjalistycznych Republik Radzieckich wybudował maszynę zagłady, która – zgodnie z doktryną Mutual Assured Destruction – miała stanowić ostateczny mechanizm odstraszający przed wrogą inwazją: w odpowiedzi na automatycznie wykryty atak, doszłoby do detonacji arsenału termonuklearnego wystarczającego do zniszczenia wszelkiego życia na Ziemi. Istnienie urządzenia, które zostało zbudowane tylko z obawy, że Amerykanie stworzą taką machinę wcześniej, miało być ogłoszone na nadchodzącym zjeździe Partii.
Po długich zmaganiach udaje się ostatecznie wezwać bombowce do powrotu, z wyjątkiem jednego. Maszyna, którą dowodzi major „King” Kong została uszkodzona przez rakietę przeciwlotniczą i nie odebrała kodowanego sygnału powrotu. Amerykanie informują stronę radziecką o jej celu i wokół niego zostaje zgromadzona potężna obrona przeciwlotnicza – jednak samolot ma wyciek paliwa i nie może do niego dotrzeć, dowódca postanawia więc zbombardować pierwszy lepszy obiekt. Major Kong siedzi okrakiem na bombie, zmagając się z zaciętym mechanizmem zwalniającym. W pewnym momencie bomba zostaje uwolniona, i major, wymachując swym kowbojskim kapeluszem i pokrzykując, spada wraz z nią ku zagładzie.
W ostatnich scenach filmu kluczową rolę odgrywa szalony były nazistowski naukowiec – tytułowy doktor Strangelove, który po zakończeniu II wojny światowej pozostaje na usługach rządu Stanów Zjednoczonych (bohater oparty przede wszystkim na postaci Wernhera von Brauna i innych uczonych objętych operacją „Spinacz”). Próbuje przekonać zgromadzonych, że posiadają środki na ocalenie małej liczby ludzi. W imię przetrwania gatunku zasługują na to tylko osoby wykazujące się wielką inteligencją, zdrowiem, użytecznymi talentami, z użytecznym wykształceniem etc., że nie ma mowy o marnowaniu skromnych zapasów na jednostki niespełniające wszystkich tych cech oraz że przy selekcji konieczna jest bezwzględność. Przedstawia wizję budowy nowego, lepszego świata głęboko pod ziemią, w szybach najgłębszych kopalń. Nawet w tej sytuacji walka mocarstw jednak nie ustaje, głównym zmartwieniem amerykańskich wojskowych jest to, czy Rosjanie nie będą mieli „lepszej” kopalni do ukrycia się, zaś ambasador ZSRR fotografuje szpiegowskim aparatem amerykańskie centrum dowodzenia.

## Obsada
- Peter Sellers –
  - płk RAF Lionel Mandrake
  - prezydent Merkin Muffley
  - doktor Strangelove
- George C. Scott – gen. USAF Buck Turgidson
- Sterling Hayden – gen. brygady USAF Jack D. Ripper
- Keenan Wynn – płk Bat Guano
- Slim Pickens – major T. J. „King” Kong
- Peter Bull – ambasador ZSRR Aleksiej de Sadeski
- James Earl Jones – por. Lothar Zogg
- Shane Rimmer – kpt. Ace Owens
- Tracy Reed – panna Scott

## Kontrowersje w czasach zimnej wojny
Mimo wcześniejszej współpracy m.in. przy filmie Strategic Air Command, Pentagon odmówił Kubrickowi jakiejkolwiek pomocy przy realizacji Doktora Strangelove i zażądał umieszczenia na początku filmu planszy informacyjnej stwierdzającej, że wydarzenia tam przedstawione nie mogłyby się wydarzyć w rzeczywistości.
Mimo niechęci wojska, ekipie filmowej udało się bardzo wiernie odtworzyć między innymi wnętrze samolotu Boeing B-52 Stratofortress (którego budowa była wówczas objęta tajemnicą), jak również przedstawić wnętrze sali narad, w której toczy się część akcji filmu. To doprowadziło do oskarżania ekipy o pozyskanie informacji w nielegalny sposób, ale pogłoski te zostały szybko zdementowane.

## Odbiór
Doktor Strangelove pozostaje znaczącym fenomenem kulturowym, zwłaszcza w Stanach Zjednoczonych, oraz jest regularnie wymieniany na listach najlepszych filmów wszech czasów, między innymi na pozycji 26. w opracowaniu American Film Institute; uchodzi też w opinii wielu uznanych krytyków amerykańskich za jedną z celniejszych satyr politycznych XX wieku.

### Nagrody
Film był nominowany do Nagród Akademii Filmowej (Oscarów) w czterech kategoriach:
- najlepszy aktor pierwszoplanowy – Peter Sellers;
- najlepszy scenariusz adaptowany – Stanley Kubrick, Peter George, Terry Southern;
- najlepszy reżyser – Stanley Kubrick;
- najlepszy film.

Film uzyskał też siedem nominacji do nagród BAFTA i wygrał cztery z nich
- nagrody uzyskane:
  - najlepszy film;
  - najlepszy film brytyjski;
  - najlepsze kierownictwo artystyczne – Ken Adam;
  - nagroda filmowa ONZ;
- nominacje:
  - najlepszy scenariusz brytyjski – Stanley Kubrick, Peter George, Terry Southern;
  - najlepszy aktor brytyjski – Peter Sellers;
  - najlepszy aktor zagraniczny – Sterling Hayden.

Film został też nagrodzony jako najlepsza komedia przez amerykańskie stowarzyszenie scenarzystów i otrzymał nagrodę Hugo za najlepszą prezentację dramatyczną.

## Odniesienia w kulturze
W 51 odcinku animowanego serialu Inspektor Gadżet, pod tytułem Znikające samoloty (oryg. Follow That Jet) sparodiowana została jedna ze scen. Tytułowy Inspektor Gadżet siada na bombie, która zostaje spuszczona, podobnie jak major Kong w jednej z końcowych scen filmu Kubricka.
Do filmu Kubricka nawiązuje utwór „Slim Pickens Does The Right Thing And Rides The Bomb To Hell” z albumu Days Go By (2012) amerykańskiej grupy The Offspring.
W 2024 roku w krakowskim Teatrze BARAKAH powstała sztuka teatralna pt. Poza zero, czyli jak pokochałem bombę według scenariusza Wery Makowskx i Krzysia Zyguckiego w reżyserii Wery Makowskx. Spektakl był inspirowany filmem Doktor Strangelove, czyli jak przestałem się martwić i pokochałem bombę Stanley’a Kubricka i Tęczą grawitacji Thomasa Pynchona. 